# Doninha-siberiana
A doninha-siberiana (Mustela sibirica) é uma espécie de doninha, um pequeno mamífero carnívoro da família dos mustelídeos. Pode ser encontrada na maior parte da Rússia, e mais ao sul até o Tibet.
Gostam de florestas temperadas e podem sobreviver bem na neve graças à sua pelágem grossa cor bege ou creme. Mede cerca de 25-40 centímetros de comprimento, mais 12-20 centímetros de cauda. Sua expectativa de vida fica entre 2 e 5 anos na natureza. São criaturas solitárias, territoriais e agressivas contra outros membros de sua espécie. Seus hábitos são principalmente noturnos.
A doninha-siberiana alimenta-se de pequenas aves e mamíferos, complementando a dieta com invertebrados de necessário. Elas também estocam comida para o inverno.